# Ludwig Weber (musicista)
Ludwig Weber (Norimberga, 13 ottobre 1891 – Essen, 30 giugno 1947) è stato un compositore tedesco.
Compositore poco conosciuto, ci ha lasciato una sinfonia, due quartetti e musica da camera. Sostanzialmente fu autodidatta. Fu in seguito insegnante di teoria e di composizione all'Akademie di Münster.